# Bogdan Żurawski
Bogdan Żurawski (ur. 1950) – polski historyk, archeolog, nubiolog, doktor habilitowany nauk humanistycznych. 

## Życiorys
Uczestnik misji archeologicznych w dolinie środkowego Nilu nieprzerwanie od 1984 (w latach 1998–2002 kierownik Polskiej Połączonej Ekspedycji Archeologicznej do doliny Nilu Środkowego). W latach 2004–2005 był kierownikiem Polsko-Sudańskiej Misji na wyspie Saffi i  Polsko-Brytyjskiej Misji Archeologicznej w Dar El Arab, w okresie 2005–2009 był kierownikiem Polskiej Archeologicznej Misji Ratowniczej w rejonie IV katarakty. Od 2002 roku kierownik Polskiej Misji Archeologicznej w Banganarti. Od 2010 roku kierownik Zakładu Kultur Afryki w Instytucie Kultur Śródziemnomorskich i Orientalnych PAN. Habilitacja w 2013. Obecnie pracownik Instytutu Kultur Śródziemnomorskich i Orientalnych Polskiej Akademii Nauk. 

## Odznaczenia i nagrody
- 2 marca 1986 – Nagroda „Magazynu Razem” za rok 1985 za szczególny wkład w popularyzację wiedzy historycznej.
- 20 marca 2003 – Wyróżnienie Honorowe im. Profesora Hugona Steinhausa za wybitne osiągnięcia w popularyzacji polskich odkryć archeologicznych w prasie, radiu i telewizji przyznane przez Polską Fundację Upowszechniania Nauki i Towarzystwo Popierania i Krzewienia Nauk.

## Wybrane publikacje
- Chufu czyli o gigantomanii u dawnych, Warszawa: Krajowa Agencja Wydawnicza 1984.
- Śladami Aleksandra Macedońskiego, Warszawa: Krajowa Agencja Wydawnicza 1985.
- (przekład) Howard Carter, Arthur C. Mace, Odkrycie grobowca Tutanchamona, przeł. Bogdan Żurawski, Warszawa: „Amber” 1997.
- Survey and excavations between Old Dongola and Ez-Zuma : Southern Dongola reach of the Nile from prehistory to 1820 AD based on the fieldwork conducted in 1997-2003 by the Polish Archaeological Joint Expedition to the Middle Nile, Warszawa: „Neriton” 2003.
- Kings and pilgrims : St Raphael Church II at Banganarti, mid-eleventh to mid-eighteenth century, with appendices by Adam Łajtar, Karol Piasecki, Magdalena Łaptaś, Magdalena Woźniak, Marta Osypińska and Aneta Cedro, Warszawa: Wydawnictwo Neriton – Instytut Kultur Śródziemnomorskich i Orientalnych Polskiej Akademii Nauk 2014.